# Олымский
Олы́мский — посёлок городского типа в Касторенском районе Курской области России.
Образует одноимённое муниципальное образование посёлок Олымский со статусом городского поселения как единственный населённый пункт в его составе.
Население — 2855 жителей (2008).

## География
Расположен на реке Олым (бассейн Дона), в 4 км южнее районного центра посёлка Касторное. Железнодорожная платформа 158 км на линии Воронеж — Курск — Киев. Также в 2 км к западу от посёлка находится узловая железнодорожная станция Касторная-Новая на линии Елец — Валуйки (на Донбасс).

## История
В 1899 году между железнодорожным полотном Курско-Воронежской ж/д и небольшой рекой Олым строится свёкло-сахарный завод, (позже получивший название Олымский). В дальнейшем рядом с заводом строится и сам посёлок Олымский.
Статус посёлка городского типа — с 1965 года.

## Население
| 1970  | 1979  | 1989  | 2002  | 2009  | 2010  | 2012  |
| ----- | ----- | ----- | ----- | ----- | ----- | ----- |
| 6621  | ↗6911 | ↘6373 | ↘3201 | ↘2784 | ↘2618 | ↘2502 |
| 2013  | 2014  | 2015  | 2016  | 2017  | 2018  | 2019  |
| ↘2432 | ↘2348 | ↘2277 | ↘2265 | ↘2229 | ↘2193 | ↘2150 |
| 2020  | 2021  |       |       |       |       |       |
| ↗2158 | ↗2256 |       |       |       |       |       |

## Промышленность
- ЗАО «Олымский сахарный завод» (входит в ОАО ИГ «Международная Трастовая Компания»).
- Молочноконсервный завод (ОАО «Молконсервы»).

## Культура, образование
- Средняя общеобразовательная школа
- Библиотека
- Два детских сада